# Leptochilus levinodus
Leptochilus levinodus är en stekelart som beskrevs av Richard Mitchell Bohart 1948. Leptochilus levinodus ingår i släktet Leptochilus och familjen Eumenidae. Inga underarter finns listade i Catalogue of Life.